# Abeche
Abéché (arabsko أبشي, ʾAbishī) je mesto v jugovzhodnem Čadu. Stoji v polpuščavski pokrajini, na jugozahodnem vznožju hribovja Ovaddaï, na pomembni prometni poti iz Darfurja proti Čadskemu jezeru. Že pred prihodom islama v 15. stoletju je bilo mesto kulturno središče ljudstva Vadajev. V 15. in 16. stoletju je bilo glavno mesto vadajskega sultanata.